# برده (فیلم ۱۹۶۲)
«برده» (انگلیسی: The Slave) یک فیلم به کارگردانی سرجو کوربوچی است که در سال ۱۹۶۲ منتشر شد. از بازیگران آن می‌توان به جانا ماریا کنله، کلودیو گورا، استیو ریوز، انتسو فی‌یرمونته و بنیتو استفانلی اشاره کرد.